# Hyolyn
Kim Hyo-jung (hangul: 김효정), mer känd under artistnamnet Hyolyn (hangul: 효린), född 11 december 1990 i Incheon, är en sydkoreansk sångerska.
Hon var tidigare medlem i den sydkoreanska tjejgruppen Sistar från gruppens debut 2010 till upplösningen 2017, samt i undergruppen Sistar19 från 2011. Hyolyn släppte sitt solo-debutalbum Love & Hate den 26 november 2013.

## Diskografi

### Album
| Albuminformation                                     | Topplacering          |
| Albuminformation                                     | Sydkorea (Gaon Chart) |
| ---------------------------------------------------- | --------------------- |
| Love & Hate (Studioalbum) - Släppt: 26 november 2013 | 5                     |
| It's Me (EP-skiva) - Släppt: 8 november 2016         | 15                    |

### Singlar
| År               | Titel                                                     | Topplacering          |
| År               | Titel                                                     | Sydkorea (Gaon Chart) |
| Solo & samarbete | Solo & samarbete                                          | Solo & samarbete      |
| ---------------- | --------------------------------------------------------- | --------------------- |
| 2013             | "One Way Love"                                            | 1                     |
| 2013             | "Lonely"                                                  | 1                     |
| 2014             | "Erase" (med Jooyoung ft. Iron)                           | 8                     |
| 2015             | "Coach Me" (med San E ft. Jooheon)                        | 8                     |
| 2015             | "Dark Panda" (med Zico & Paloalto)                        | 39                    |
| 2015             | "It's Not Time to Love (Money)" (med Jay Park & Geegooin) | 36                    |
| 2015             | "My Love" (med Basick)                                    | 28                    |
| 2015             | "Love Line" (med Jooyoung & Bumkey)                       | 27                    |
| 2016             | "And Then" (med Yang Da-il)                               | 19                    |
| 2016             | "Love Like This" (med Dok2)                               | 6                     |
| 2016             | "One Step" (med Jay Park)                                 | 24                    |
| 2016             | "Paradise"                                                | 29                    |
| 2017             | "Blue Moon" (med Changmo)                                 | 3                     |
| Medverkan        |                                                           |                       |
| 2011             | "Ma Boy 2" (av Electroboyz)                               | 30                    |
| 2013             | "Hot Wings" (av Dynamic Duo)                              | 11                    |
| 2014             | "Without You" (av Mad Clown)                              | 3                     |
| 2014             | "Faulty Fan" (av MC Mong)                                 | 7                     |
| 2016             | "Umbrella" (av Far East Movement)                         | —                     |

### Soundtrack
| År   | Titel                          | Topplacering          | Drama/Film                      |
| År   | Titel                          | Sydkorea (Gaon Chart) | Drama/Film                      |
| ---- | ------------------------------ | --------------------- | ------------------------------- |
| 2010 | "Because to Me, It’s You"      | —                     | Glory Jane                      |
| 2012 | "I Choose to Love You"         | 9                     | How to Love Smart 2             |
| 2013 | "Crazy of You"                 | 2                     | Master's Sun                    |
| 2014 | "Goodbye"                      | 1                     | My Love from the Star           |
| 2014 | "Let It Go" (koreansk version) | 5                     | Frost                           |
| 2015 | "Come a Little Closer"         | 38                    | Warm and Cozy                   |
| 2015 | "Turnaround"                   | —                     | The Little Prince               |
| 2016 | "I Miss You"                   | 40                    | Uncontrollably Fond             |
| 2017 | "Our Tears"                    | 50                    | Hwarang: The Poet Warrior Youth |

## Filmografi

### TV-drama
| År   | Titel        | Kanal | Roll  |
| ---- | ------------ | ----- | ----- |
| 2012 | Dream High 2 | KBS2  | Na-na |